# Sri Lanka op de Olympische Jeugdzomerspelen 2010
Sri Lanka nam deel aan de Olympische Jeugdzomerspelen 2010 in Singapore, de eerste editie van de Olympische Jeugdspelen. De Sri Lankaanse delegatie telt zeven leden.

## Deelnemers en resultaten
(m) = mannen, (v) = vrouwen 

### Atletiek
| Olympiër       | Discipline | Resultaat | Prestatie                                                       |
| -------------- | ---------- | --------- | --------------------------------------------------------------- |
| Indunil Herath | 1000 m (m) | 13e       | kwalificatie serie 1: 2.30,83 pr (7e) B-finale: 2.27,57 pr (3e) |

### Badminton
| Olympiër            | Discipline    | Resultaat | Prestatie |
| ------------------- | ------------- | --------- | --- |
| Dilshan Kariyawasam | enkelspel (m) | 1e ronde  | 1R groep D: (3e) 0-2 TPE Feng-Tse Hsieh (12-21, 14-21) 2-0 AUS Boris Ma (21-14, 21-5) 0-2 FIN Kasper Lehikoinen (8-21, 18-21)              |
|                     |               |           | |
| Lekha Shehani       | enkelspel (v) | 1e ronde  | 1R groep E: (3e) 0-2 TPE Mei-Hui Chiang (9-21, 19-21) 2-0 THA Sapsiree Taerattanachai (13-21, 9-21) 0-2 TUV Tiaese Tapumanaia (21-1, 21-7) |

### Tafeltennis
| Olympiër                                       | Discipline         | Resultaat | Prestatie |
| ---------------------------------------------- | ------------------ | --------- | --- |
| Hasintha Arsa Marakkala                        | enkelspel (m)      | 2e ronde  | 1R: groep E: (4e) 2-3 CZE Ondrej Bajger (13-15, 8-11, 11-9, 11-8, 9-11) 2-3 THA Tanapol Sanitwattanatarm (7-11, 14-12, 12-10, 9-11, 5-11) 0-3 HKG Chung Hei Chiu (7-11, 4-11, 9-11) 2R: groep HH: (3e) 2-3 EGY Omar Bedair (8-11, 12-10, 11-8, 8-11, 12-14) 3-0 MAW Patrick Massah (11-3, 11-3, 11-5) 0-3 ITA Leonardo Mutti (11-13, 5-11, 6-11) |
|                                                |                    |           | |
| Nuwani Vithanage                               | enkelspel (v)      | 2e ronde  | 1R: groep H: (4e) 0-3 HKG Ka Yee Ng (4-11, 8-11, 4-11) 2-3 PUR Carelyn Cordero (11-8, 8-11, 4-11, 11-8, 9-11) 1-3 USA Ariel Hsing (9-11, 5-11, 11-6, 9-11) 2R: groep GG: (3e) 1-3 SLO Alex Galic (6-11, 11-5, 8-11, 8-11) 3-0 NZL Julia Wu (11-7, 11-8, 11-8) 0-3 TPE Hsin Huang (1-11, 5-11, 12-14) |
|                                                |                    |           | |
| Indië Hasintha Arsa Marokkaan Nuwani Vithanage | gemengd dubbelspel | 2e ronde  | 1R: groep E: (4e) 0-3 Thailand HAM 0-3 Tanapol Sanitwattanatarm (9-11, 3-11, 7-11) NV 2-3 Suthasini Sawettabut (6-11, 11-9, 4-11,11-6, 8-11) GD 0-3 (3-11, 8-11, 1-11) 0-3 India HAM 2-3 Avik Das (7-11, 6-11, 11-7, 13-11, 6-11) NGV 0-3 Mallika Bhandarkar (8-11, 7-11, 5-11) GD 2-3 (11-5, 5-11, 11-3, 9-11, 8-11) 0-3 Hongkong HAM 2-3 Chung Hei Chiu (6-11, 11-7, 1-11, 17-15, 7-11) NV 1-3 Ka Yee Ng (13-15, 6-11, 1-11, 9-11) GD 1-3 (4-11, 5-11, 14-12, 5-11) 2R B-fase: 0-2 Europa-V HAM 2-3 CZE Ondrej Bajger (11-13, 14-12, 3-11, 11-9, 5-11) NV 2-3 BLR Katsiaryna Bravo (11-8, 8-11, 9-11, 11-5, 6-11) |

### Zwemmen
| Olympiër           | Discipline       | Resultaat | Prestatie                |
| ------------------ | ---------------- | --------- | ------------------------ |
| Heshan Unamboowe   | 50 m rug (m)     | 11e       | HF serie 2: 27,70 (6e)   |
| Heshan Unamboowe   | 100 m rug (m)    | 24e       | 1R serie 2: 59,75 (8e)   |
|                    |                  |           |                          |
| Madhavi Weeraratne | 50 m vrij (v)    | 45e       | 1R serie 1: 29,71 (1e)   |
| Madhavi Weeraratne | 100 m school (v) | 49e       | 1R serie 1: 1.05,38 (6e) |

Afghanistan · Albanië · Algerije · Amerikaanse Maagdeneilanden · Amerikaans-Samoa · Andorra · Angola · Antigua en Barbuda · Argentinië · Armenië · Aruba · Australië · Azerbeidzjan · Bahama's · Bahrein · Bangladesh · Barbados · België · Belize · Benin · Bermuda · Bhutan · Bolivia · Bosnië en Herzegovina · Botswana · Brazilië · Britse Maagdeneilanden · Brunei · Bulgarije · Burkina Faso · Burundi · Cambodja · Canada · Centraal-Afrikaanse Republiek · Chili · China · Chinees Taipei · Colombia · Comoren · Congo-Brazzaville · Congo-Kinshasa · Cookeilanden · Costa Rica · Cuba · Cyprus · Denemarken · Djibouti · Dominica · Dominicaanse Republiek · Duitsland · Ecuador · Egypte · El Salvador · Equatoriaal-Guinea · Eritrea · Estland · Ethiopië · Fiji · Filipijnen · Finland · Frankrijk · Gabon · Gambia · Georgië · Ghana · Grenada · Griekenland · Groot-Brittannië · Guam · Guatemala · Guinee · Guinee‑Bissau · Guyana · Haïti · Honduras · Hongarije · Hongkong · Ierland · IJsland · India · Indonesië · Irak · Iran · Israël · Italië · Ivoorkust · Jamaica · Japan · Jemen · Jordanië · Kaaimaneilanden · Kaapverdië · Kameroen · Kazachstan · Kenia · Kirgizië · Kiribati · Koeweit · Kroatië · Laos · Lesotho · Letland · Libanon · Liberia · Libië · Liechtenstein · Litouwen · Luxemburg · Macedonië · Madagaskar · Malawi · Malediven · Maleisië · Mali · Malta · Marshalleilanden · Marokko · Mauritanië · Mauritius · Mexico · Micronesië · Moldavië · Monaco · Mongolië · Montenegro · Mozambique · Myanmar · Namibië · Nauru · Nederland · Nederlandse Antillen · Nepal · Nicaragua · Nieuw-Zeeland · Niger · Nigeria · Noord-Korea · Noorwegen · Oeganda · Oekraïne · Oezbekistan · Oman · Oostenrijk · Oost‑Timor · Pakistan · Palau · Palestina · Panama · Papoea-Nieuw-Guinea · Paraguay · Peru · Polen · Portugal · Puerto Rico · Qatar · Roemenië · Rusland · Rwanda · Saint Kitts en Nevis · Saint Lucia · Saint Vincent en Grenadines · Salomonseilanden · Samoa · San Marino · Sao Tomé en Principe · Saoedi-Arabië · Senegal · Servië · Seychellen · Sierra Leone · Singapore · Slovenië · Slowakije · Soedan · Somalië · Spanje · Sri Lanka · Suriname · Swaziland · Syrië · Tadzjikistan · Tanzania · Thailand · Togo · Tonga · Trinidad en Tobago · Tsjaad · Tsjechië · Tunesië · Turkije · Turkmenistan · Tuvalu · Uruguay · Vanuatu · Venezuela · Verenigde Arabische Emiraten · Verenigde Staten · Vietnam · Wit-Rusland · Zambia · Zimbabwe · Zuid-Afrika · Zuid-Korea · Zweden · Zwitserland